# 四齿无心菜
四齿无心菜（学名：Arenaria quadridentata）为石竹科无心菜属的植物，为中国的特有植物。分布于中国大陆的四川、甘肃等地，生长于海拔3,000米至3,500米的地区，目前尚未由人工引种栽培。

## 别名
四齿蚤缀（中国高等植物图鉴）

## 异名
- Lepyrodiclis quadridentata Maxim.